# Taparuba (kommun)
Taparuba är en kommun i Brasilien.   Den ligger i delstaten Minas Gerais, i den sydöstra delen av landet, 800 km sydost om huvudstaden Brasília. Antalet invånare är 3 137.
Följande samhällen finns i Taparuba:
- Taparuba

Omgivningarna runt Taparuba är huvudsakligen savann. Runt Taparuba är det glesbefolkat, med 11 invånare per kvadratkilometer.